# Фан Кхак Шыу
Фан Кхак Шыу (вьет. Phan Khắc Sửu; 9 января 1905, Cái Vồn, Виньлонг, Французский Индокитай — 24 мая 1970, Сайгон, Республика Вьетнам) — государственный деятель Республики Вьетнам (Южный Вьетнам), президент Республики Вьетнам (1964—1965).

## Биография
Получил инженерно-сельскохозяйственное образование в Париже и Тунисе. Вернувшись на родину в 1930 г., он работал директором по исследованиям Департамента по экономическому развитию. Был среди первых адептов религиозного учения Каодай. Впоследствии он вступил в ряды антиколониального движения, в 1940 г. принимал активное участие в революционных событиях, за что был приговорен к 8 годам каторжных работ и заключен в тюрьму Кон Дао.
В 1945 г. он был отпущен на свободу, чтобы принять участие в антияпонской борьбе, которая поддерживалась Францией. С 1948 г. сотрудничает с французскими колониальными властями, в 1949 г. непродолжительное время работал министром сельского хозяйства при Бао-дае. Эту же должность он занял во времена президентства Нго Динь Зьема, однако вследствие отсутствия реального желания правящей верхушки проводить аграрную реформу ушёл в отставку.
В 1959 г. он был избран в парламент и вступил в оппозиционный Фронт национального единства. В 1960 г. подписал «Манифест Каравеллы», требовавший от президента проведения реформ. В июле 1963 г. специальным военным судом был приговорён к 8 годам заключения. Однако уже через 3 месяца в стране произошёл военный переворот, президент Зьем был убит, а Шыу оказался на свободе.
В 1964 г. Высшим национальным советом он был назначен на пост президента Республики Вьетнам. В это время в стране разгорелся острый кризис из-за противостояния прежней и новой элиты, противоречий между гражданским кабинетом и военной администрацией. После переворота в июле 1965 г. Шыу был смещён с поста главы государства. В 1966—1967 гг. — председатель Национального собрания Республики Вьетнам, ушёл в отставку в знак протеста против антидемократических действий военного правительства. На президентских выборах 1967 г. занял третье место с 513 374 (10,8%) голосов. В 1968 г. был одним из основателей Нового демократического движения Вьетнама.